# حامد دريك
حامد دريك (بالإنجليزية: Hamid Drake)‏ هو عازف جاز أمريكي، ولد في 3 أغسطس 1955 في مونرو في الولايات المتحدة.

## وصلات خارجية
- حامد دريك على موقع ميوزك برينز (الإنجليزية)
- حامد دريك على موقع أول ميوزيك (الإنجليزية)
- حامد دريك على موقع ديسكوغز (الإنجليزية)